# الصناعة النفطية في العراق

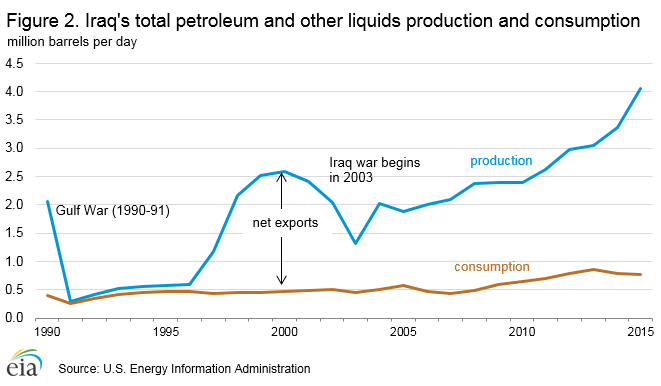

الصناعة النفطية في العراق (بالإنجليزية: Petroleum industry in Iraq). احتلت العراق المركز الخامس عالميًا ضمن أكبر الدول المنتجة للنفط عام 2009، وبها ثاني أكبر احتياطي نفطي مؤكد بعد السعودية. يخضع جزء بسيط فقط من الحقول العراقية المعروفة إلى التطوير، ويمكن للعراق أن تكون واحدةً من المناطق القليلة الموجودة التي استُغل الاحتياطي النفطي الهائل الموجود بها، المؤكد منه وغير المؤكد. يعتمد قطاع الطاقة في العراق بشكل كبير على النفط، إذ يحقق البترول نحو 94% من احتياجات الطاقة. علاوةً على ذلك، وصلت إيرادات تصدير النفط الخام إلى أكثر من ثلثي الناتج المحلي الإجمالي للعراق في عام 2009. عانى قطاع النفط العراقي على مر عدة عقود ماضية بسبب العقوبات والحروب، وتحتاج البنية التحتية العراقية للنفط إلى التحديث والاستثمار. وبحلول يوم 30 يونيو عام 2010، كانت الولايات المتحدة قد خصصت 2.05 مليار دولار أمريكي لصالح قطاعي النفط والغاز بالعراق حتى تبدأ في عمليات التحديث، لكنها توقفت عن اشتراكها المباشر اعتبارًا من الربع الأول لعام 2008. يمكن أن تصل تكاليف إعادة إعمار العراق على المدى الطويل إلى 100 مليار دولار أو أكثر، وذلك طبقًا للتقارير الخاصة بعدد من الوكالات الحكومية الأمريكية المختلفة، والمعاهد متعددة الأطراف، ومنظمات دولية أخرى.

## النفط

### المنبع

#### الاحتياطيات
وفقًا لجريدة النفط والغاز، تصل كمية الاحتياطيات النفطية المؤكدة للعراق إلى 115 مليار برميل، على الرغم من عدم مراجعة هذه الإحصائيات منذ عام 2001، وأنها قائمة بشكل كبير على البيانات السيزمية ثنائية الأبعاد منذ ثلاثة عقود تقريبًا. قدَّر الجيولوجيون والاستشاريون أن المناطق غير المستكشفة نسبيًا في الصحراء الغربية والجنوبية يمكن أن تحتوي على 45 إلى 100 مليار برميل إضافي من النفط الذي يمكن استخراجه. قال وزير النفط العراقي حسين الشهرستاني أن العراق تعيد تقييم تقديرها لاحتياطيات النفط المؤكدة، ويتوقع مراجعتها فيما بعد. يعد التقسيم غير المتساوي للموارد عبر الخطوط الديموغرافية الطائفية أحد أهم التحديات التي تواجه تطوير قطاع النفط في العراق. تتركز أغلب الموارد الهيدروكربونية المعروفة في المناطق الشيعية بالجنوب وفي الشمال الخاص بالعرق الكردي، مع وجود بضعة موارد قليلة تحت سيطرة الأقلية السنية. توجد أغلب احتياطيات النفط والغاز المعروفة بالعراق في حزام يمتد بطول الحدود الشرقية للدولة العراقية. تمتلك العراق تسعة حقول يمكن اعتبارها من نوع الحقول العملاقة الضخمة، أي يحتوي كل منها على أكثر من 5 مليارات برميل، بالإضافة إلى 22 حقلًا عملاقًا، أي يحتوي كل منها على أكثر من مليار برميل. ووفقًا لبعض الاستشاريين المستقلين، يشكل عنقود الحقول العملاقة الضخمة الموجود في الجنوب الشرقي للعراق أكبر تركز عالمي لمثل هذه الحقول ويحتوي على 70% إلى 80% من الاحتياطيات النفطية المؤكدة للدولة. يُقدَّر وجود نحو 20% من الاحتياطيات النفطية للعراق بشمال الدولة، بالقرب من كركوك، والموصل، وخانقين. ويوجد جدل قائم حول حقوق السيطرة على هذه الاحتياطيات بين المجموعات العرقية الكردية والمجموعات الأخرى في هذه المنطقة.

#### الإنتاج
وصل إنتاج النفط الخام للعراق في عام 2009 إلى متوسط 2.4 مليون برميل في اليوم الواحد، بنفس معدلات عام 2008 تقريبًا، ولكن أقل من معدلات إنتاج ما قبل الحرب التي كانت تصل إلى 2.8 مليون برميل في اليوم. بعد نهاية الغزو الأمريكي على العراق، ازداد الإنتاج بمعدل عالٍ، على الرغم من بداية غزو جديد بواسطة ما يسمى بتنظيم الدولة الإسلامية (داعش). وصل الإنتاج في مارس عام 2016 إلى 4.55 مليون برميل في اليوم الواحد. كانت هذه السنة ستعتبر سنة ذروة جديدةً للعراق من ناحية تصدير النفط إذا لم تؤدِ مناقشات منظمة الدول المصدرة للنفط (الأوبك) الخاصة بتجميد أو خفض الإنتاج، والمنعقدة في أبريل 2016، إلى خفض إنتاج العراق. كانت ذروة الإنتاج السابقة في عام 1979 بإنتاج وصل إلى 171.6 مليون طن من النفط مقارنةً بإنتاج عام 2011 الذي بلغ 136.9 مليون طن وإنتاج عام 2012 الذي بلغ 152.4 مليون طن. تمتد منطقة التشغيل الجغرافية للشركة على المحافظات العراقية التالية: كركوك، ونينوى، وأربيل، وبغداد، وديالى، وجزءًا يمتد من بابل إلى الحلة وواسط والكوت. تقع المناطق المتبقية ضمن اختصاص شركة نفط الجنوب (SOC) وشركة نفط ميسان (MOC)، وعلى الرغم من صغر المساحة الجغرافية لهذه المناطق المتبقية، تضم هذه المناطق أغلب الاحتياطيات المؤكدة. تُقدر كمية الاحتياطيات النفطية لحقول شركة نفط ميسان بنحو 30 مليار برميل. وتضم هذه الحقول، حقل العمارة، وحلفايا، والحويزة، ونور، والرفاعي، والدجيلة، وكميت، وشرق الرافدين.
قدَّر تقرير لعام 2012 بواسطة الوكالة الدولية للطاقة أن العراق يمكن أن تزيد إنتاجها من 2.95 مليون برميل في اليوم عام 2012 إلى 6.1 مليون برميل في اليوم بحلول عام 2020، ما سيرفع من إيرادات النفط العراقية إلى 5 تريليون دولار في الفترة بين عامي 2012 حتى 2035، أو بمعدل 200 مليار دولار في السنة. 

## الغاز الطبيعي

### المنبع

#### إنتاج الغاز
ارتفع الإنتاج العراقي للغاز الطبيعي من 81 مليار قدم مكعب في عام 2003 إلى 522 مليار قدم مكعب في عام 2008. يستخدم بعض هذا الإنتاج ليكون وقودًا لتوليد الطاقة، ويعاد حقن البعض لتحسين استخراج النفط. احترق أكثر من 40% من إنتاج عام 2008 بسبب عدم وجود بنية تحتية كافية لاستخدام هذا الغاز في الاستهلاك والتصدير، على الرغم من تقدير شركة رويال داتش شل أن خسائر هذا الاحتراق كانت أكبر بمعدل مليار قدم مكعب في اليوم. ونتيجةً لهذا، أوقفت خمس محطات عراقية لمعالجة الغاز الطبيعي عملها تقريبًا، والتي يمكن أن تنتج أكثر من 773 مليار قدم مكعب في العام. وللتقليل من خسائر الاحتراق تلك، عمل العراق على إبرام اتفاقية مع شركة رويال داتش شل لتنفيذ مشروع بمدة 25 عامًا لجمع هذا الغاز المحترق وتوفيره للاستهلاك المحلي. أعطت الحكومة العراقية موافقتها الأولية لصفقة تبلغ 17 مليار دولار، لتغطية تطوير احتياطيات الغاز الطبيعي التي تحتوي على 25 إلى 30 تريليون قدم مكعب بمحافطة البصرة عبر مشروع جديد مشترك، مع شركة غاز البصرة. عُدل هذا الاتفاق، الذي كان يشمل في البداية تغطية جميع أنحاء محاقظة البصرة، ليشمل فقط على الغاز الموجود بحقول الرميلة، والزبير، ومشاريع المرحلة الأولى من حقل غرب القرنة. ويعتبر تنفيذ هذه الاتفاقية ضروريًا لاستمرار مشاريع تطوير النفط الجديدة.
وفي عام 2024 ارتفعت نسبة إيقاف حرق الغاز المصاحب في العراق إلى 67 بالمئة، ومن المؤمل الوصول إلى نسبة 80 بالمئة نهاية عام 2025، وصولا إلى إيقاف الحرق بشكل تام في نهاية عام 2027.